# Список лінійних кораблів Російської імперії та СРСР
Список лінійних кораблів Російської імперії та СРСР — перелік лінійних кораблів, які перебували на озброєнні флотів Російської імперії та Радянського Союзу.

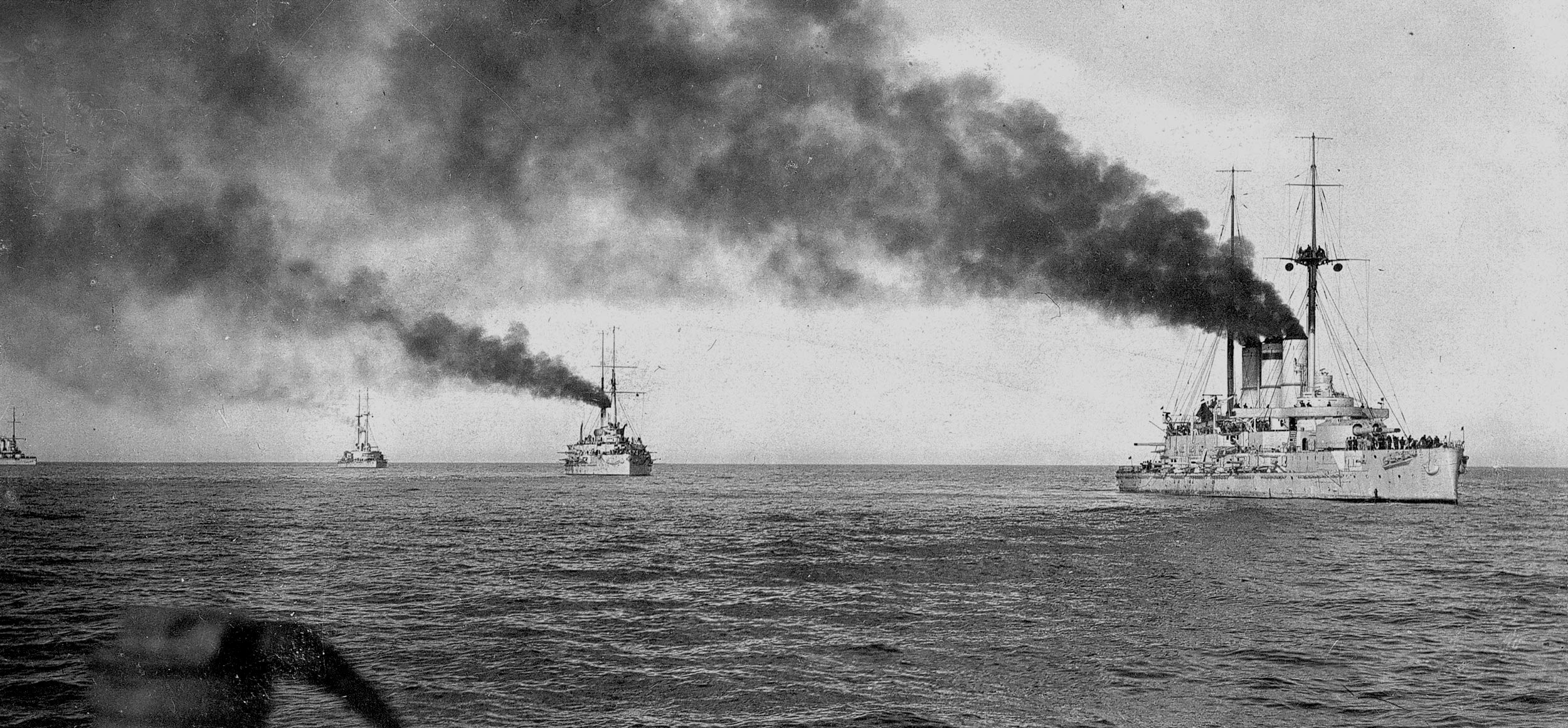
Група броненосців російського Чорноморського флоту. Перший — «Святий Євстафій»

Розроблення перших лінкорів розпочалося в Російській імперії у 1906 році. У 1908 році, після міжнародного конкурсу проєктів, був обраний, переважно з політичних причин, проєкт Балтійського заводу. На концепцію розроблення перших російських лінкорів серйозно вплинув досвід російсько-японської війни, зважаючи на намагання керівництва російського імператорського флоту йти в бій на швидкохідних кораблях з потужною артилерією, що матимуть максимально можливий броньовий захист бойового корабля. Внаслідок цього лінкори типу «Севастополь», закладені в 1909 році в кількості чотирьох одиниць, виявилися невдалим проектом.
Ці кораблі мали потужну рухову установку, яка дозволяла броненосцям розвивати достатньо високу швидкість, і озброювалися потужними артилерійськими системами з 12 305-мм гармат з відмінною баллістикою, розміщених у чотирьох тригарматних баштах у діаметральній площині по всій довжині корпусу. Проте, як з'ясувалося ще до закінчення будівництва, після випробувальних стрільб, проведених у 1913 році, броньовий захист лінкорів типу «Севастополь» виявився незадовільним. Практично, будь-яке зіткнення з серйозним противником було для російських кораблів вкрай небезпечним. Крім того, кораблі відрізнялися низькою мореплавністю, малою дальністю ходу та практично повною відсутністю підводного захисту. Європейські країни вважали їх чимось середнім між лінкорами та лінійними крейсерами та зараховували до специфічного класу «балтійських дредноутів».

### Застосування броненосців (лінкорів)
У російсько-японській війні перший в історії флоту лінкор, який був потоплений вогнем кораблів, став російський лінкор «Ослябя», що затонув разом із половиною свого екіпажу в Цусімській битві.
За роки Першої світової війни броненосці Російської імперії себе майже ніяк не проявили, як бойові одиниці. У Чорному морі зіткнення між російськими та османськими лінкорами обмежувалося незначними сутичками. У Балтійському морі лінкори здебільшого обмежено залучалися до супроводу конвоїв і встановленням оборонних мінних полів; єдиним значним зіткненням ескадр лінійних кораблів була битва біля Моонзундських островів, в якій був втрачений один російський пре-дредноут.
Під час радянсько-фінської Зимової війни радянські броненосці «Марат» і «Жовтнева революція» здійснили кілька спроб нейтралізувати фінські берегові батареї, щоб забезпечити повну морську блокаду. Радянські кораблі завдали незначної шкоди фінським позиціям, і захисники завдали удару у відповідь, заявляючи принаймні один удар по «Марату».
З початком німецько-радянської війни лінкори використвувалися як супровід конвоїв під час евакуації Таллінна та як плавучі батареї за роки блокади Ленінграда. Щільні німецькі та фінські мінні поля та мережі підводних човнів фактично обмежували рух радянського Балтійського флоту у Фінській затоці, змушуючи великі кораблі залишатися на військово-морських базах, по яких завдавала методичних ударів німецьке Люфтваффе. 23 вересня 1941 року німецький пілот «Штуки» Ганс-Ульріх Рудель зрештою потопив «Марат» біля причалів. Тим не менш, лінкор використовувався як нерухома батарея підтримки дій наземних військ протягом решти облоги. Пізніше радянська влада підняла «Марат», і він разом з «Жовтневою революцією» прослужив до 1950-х років.

## Лінійні кораблі Російської імперії та СРСР
Позначення

### Лінійні кораблі Російської імперії

#### Пре-дредноути (броненосці)
| № з/п         | Зображення | Назва                         | Тип                           | Водотоннажність    | Закладений        | Спущено на воду   | Введено в експлуатацію | Статус | Прим. |
| ------------- | ---------- | ----------------------------- | ----------------------------- | ------------------ | ----------------- | ----------------- | ---------------------- | --- | --- |
| Пре-дредноути |            |                               |                               |                    |                   |                   |                        | | |
| 1             |            | «Дванадцять апостолів»        | «Дванадцять апостолів»        | 8 850 тонн         | 21 серпня 1889    | 13 вересня 1890   | 17 червня 1893         | 28 січня 1931 року списаний і розібраний на брухт                                                                                     | |
| 2             |            | «Наварін»                     | «Наварін»                     | 10 270 тонн        | 31 травня 1890    | 20 жовтня 1891    | червень 1896           | 28 травня 1905 року потоплений у Цусімській битві                                                                                     | |
| 3             |            | «Три Святителі»               | «Три Святителі»               | 13 532 тонни       | 15 серпня 1891    | 12 листопада 1893 | 1896                   | 21 листопада 1925 року списаний на брухт                                                                                              | |
| 4             |            | «Сисой Великий»               | «Сисой Великий»               | 9 748 тонн         | 19 травня 1892    | 1 червня 1894     | вересень 1896          | 28 травня 1905 року потоплений у Цусімській битві                                                                                     | |
| 5             |            | «Полтава»                     | «Полтава»                     | 11 685 тонн        | 19 травня 1892    | 6 листопада 1894  | 3 червня 1900          | 3 червня 1924 року розібраний на брухт                                                                                                | |
| 6             |            | «Петропавловськ»              | «Полтава»                     | 11 685 тонн        | 19 травня 1892    | 9 листопада 1894  | 1899                   | 13 квітня 1904 року підірвався на японській міні поблизу Порт-Артура і затонув                                                        | При підриві загинув віцеадмірал С. О. Макаров та художник-баталіст В. Верещагін |
| 7             |            | «Севастополь»                 | «Полтава»                     | 11 685 тонн        | 19 травня 1892    | 1 червня 1895     | 1900                   | 2 січня 1905 року затоплений після капітуляції Порт-Артура                                                                            | |
| 8             |            | «Ростислав»                   | «Ростислав»                   | 10 689 тонн        | 30 січня 1894     | 2 вересня 1896    | 1900                   | у листопаді 1920 року затоплений у районі мису Єні-Кале під час евакуації з Криму Російської армії Врангеля                           | |
| 9             |            | «Пересвіт»                    | «Пересвіт»                    | 13 534–14 639 тонн | 21 листопада 1895 | 18 травня 1898    | серпень 1901           | 4 січня 1917 року підірвався біля Порт-Саїда на міні, встановленій німецьким ПЧ U-73                                                  | 7 грудня 1904 року затоплений у Порт-Артурі. Пізніше захоплений японцями та 1912 року введений до строю як панцерник берегової оборони «Сагамі». 1916 року викуплений Росією та знову введений до лав імператорського флоту |
| 10            |            | «Ослябя»                      | «Пересвіт»                    | 13 534–14 639 тонн | 21 листопада 1895 | 8 листопада 1898  | 1903                   | 27 травня 1905 року потоплений у Цусімській битві                                                                                     | |
| 11            |            | «Побєда»                      | «Пересвіт»                    | 13 534–14 639 тонн | 30 травня 1898    | 21 лютого 1899    | 1903                   | 1946 року списаний на брухт | 7 грудня 1904 року затоплений у Порт-Артурі. Пізніше піднятий японцями та введений до строю як панцерник берегової оборони «Суо»                                                                                            |
| 12            |            | «Князь Потьомкін-Таврійський» | «Князь Потьомкін-Таврійський» | 13 107 тонн        | 10 жовтня 1898    | 9 жовтня 1900     | 20 травня 1905         | 21 листопада 1925 року списаний на брухт                                                                                              | з 12 жовтня 1905 — «Пантелеймон», з 13 квітня 1917 — «Потьомкін-Таврійський», з 11 травня 1917 — «Борець за свободу» |
| 13            |            | «Ретвізан»                    | «Ретвізан»                    | 12 985 тонн        | 29 липня 1899     | 23 жовтня 1900    | грудень 1901           | 25 липня 1924 року потоплений як корабель-мішень                                                                                      | 6 грудня 1904 року затоплений японською артилерією під час обстрілу Порт-Артура; у 1905 році піднятий японцями та введений до строю як «Хідзен». 1923 року виключений зі списків японського флоту                           |
| 14            |            | «Цесаревич»                   | «Цесаревич»                   | 13 315 тонн        | 8 липня 1899      | 23 лютого 1901    | 31 серпня 1903         | 21 листопада 1925 року списаний на брухт                                                                                              | з 29 березня 1917 року — «Громадянин» |
| 15            |            | «Бородіно»                    | «Бородіно»                    | 14 377 тонн        | 23 травня 1900    | 8 вересня 1901    | серпень 1904           | 27 травня 1905 року потоплений у Цусімській битві                                                                                     | |
| 16            |            | «Імператор Олександр III»     | «Бородіно»                    | 14 377 тонн        | 23 травня 1900    | 3 серпня 1901     | листопад 1903          | 27 травня 1905 року потоплений у Цусімській битві                                                                                     | |
| 17            |            | «Князь Суворов»               | «Бородіно»                    | 14 377 тонн        | 8 вересня 1901    | 25 вересня 1902   | 27 серпня 1904         | 27 травня 1905 року потоплений у Цусімській битві                                                                                     | |
| 18            |            | «Орел»                        | «Бородіно»                    | 14 377 тонн        | 1 червня 1900     | 19 липня 1902     | 1 жовтня 1904          | 10 липня 1924 року затоплений як корабель-мішень                                                                                      | 28 травня 1905 року захоплений японським флотом; у червні 1907 року введений як панцерник «Івамі» |
| 19            |            | «Слава»                       | «Бородіно»                    | 14 377 тонн        | 1 листопада 1902  | 29 серпня 1903    | 12 червня 1905         | 4 жовтня 1917 року в ході бою біля Моонзундського архіпелагу зазнав важких ушкоджень, був підірваний екіпажем та посаджений на мілину | |
| 20            |            | «Святий Євстафій»             | «Євстафій»                    | 12 942 тонни       | 13 листопада 1904 | 3 листопада 1906  | 28 травня 1911         | 21 листопада 1925 року виключений зі складу флоту                                                                                     | |
| 21            |            | «Іван Златоуст»               | «Євстафій»                    | 12 942 тонни       | 13 листопада 1904 | 4 травня 1906     | 1 квітня 1911          | 21 листопада 1925 року виключений зі складу флоту                                                                                     | |
| 22            |            | «Андрій Первозванний»         | «Андрій Первозванний»         | 18 878 тонн        | 11 травня 1905    | 30 жовтня 1906    | 10 березня 1911        | 15 грудня 1923 року списаний на брухт                                                                                                 | |
| 23            |            | «Імператор Павло І»           | «Андрій Первозванний»         | 18 878 тонн        | 27 жовтня 1905    | 7 вересня 1907    | 10 березня 1911        | 22 листопада 1923 року розібраний на брухт                                                                                            | |

#### Дредноути та лінійні кораблі
| № з/п                        | Зображення | Назва                         | Тип                  | Водотоннажність | Закладений     | Спущено на воду | Введено в експлуатацію | Статус                                                    | Прим. |
| ---------------------------- | ---------- | ----------------------------- | -------------------- | --------------- | -------------- | --------------- | ---------------------- | --------------------------------------------------------- | --- |
| Дредноути та лінійні кораблі |            |                               |                      |                 |                |                 |                        |                                                           | |
| 24                           |            | «Гангут»                      | «Севастополь»        | 24 792 тонни    | 16 червня 1909 | 20 жовтня 1911  | 11 січня 1915          | 17 лютого 1956 року розібраний на брухт                   | з 27 червня 1925 року «Жовтнева революція» |
| 25                           |            | «Петропавловськ»              | «Севастополь»        | 24 792 тонни    | 16 червня 1909 | 22 вересня 1911 | 5 січня 1915           | 4 вересня 1953 року розібраний на брухт                   | з 1921 до 1943 року «Марат», з 1943 до 1950 року «Петропавловськ», з 1950 до 1953 року «Волхов» 16 вересня 1941 року потоплений на стоянці у Кронштадті під час нальоту авіації Люфтваффе німецьким льотчиком-асом Гансом-Ульріхом Рудель; частково піднятий та відновлений як плавуча батарея |
| 26                           |            | «Севастополь»                 | «Севастополь»        | 24 792 тонни    | 16 червня 1909 | 10 липня 1911   | 30 листопада 1914      | 1956 року розібраний на брухт                             | з 18 березня 1921 до 31 травня 1943 року — «Паризька комуна» |
| 27                           |            | «Полтава»                     | «Севастополь»        | 24 792 тонни    | 16 червня 1909 | 23 липня 1911   | 30 грудня 1914         | 1949 року розібраний на брухт                             | з 7 січня 1926 року «Фрунзе» |
| 28                           |            | «Імператриця Марія»           | «Імператриця Марія»  | 23 789 тонн     | 30 жовтня 1911 | 19 жовтня 1913  | 10 червня 1915         | 20 жовтня 1916 року затонув унаслідок внутрішнього вибуху | |
| 29                           |            | «Імператриця Катерина Велика» | «Імператриця Марія»  | 23 789 тонн     | 30 жовтня 1911 | 6 червня 1913   | 18 жовтня 1915         | 18 червня 1918 року затоплений у Цемеській затоці         | з 18 квітня 1917 року «Свободна Росія» |
| 30                           |            | «Воля»                        | «Імператриця Марія»  | 23 789 тонн     | 30 жовтня 1911 | 15 квітня 1914  | 17 липня 1917          | 1936 року розібраний на металобрухт                       | з 29 квітня 1917 року «Воля», з 17 жовтня 1919 року «Генерал Алексєєв» |
| 31                           |            | «Імператор Микола I»          | «Імператор Микола I» | 32 389 тонн     | 28 квітня 1915 | 18 жовтня 1916  | не введений            | 28 червня 1927 року розібраний на брухт                   | закладався як «Іоан Грозний»; з 2 липня 1915 року «Імператор Микола I», з 16 квітня 1917 року «Демократія»; з січня 1918 року «Соборна Україна» |

### Лінійні кораблі СРСР

#### Лінійні кораблі
| № з/п                        | Зображення | Назва                | Тип                   | Водотоннажність | Закладений     | Спущено на воду | Введено в експлуатацію | Статус                                        | Прим. |
| ---------------------------- | ---------- | -------------------- | --------------------- | --------------- | -------------- | --------------- | ---------------------- | --------------------------------------------- | --- |
| Лінійні кораблі              |            |                      |                       |                 |                |                 |                        |                                               | |
| 32                           |            | «Радянський Союз»    | «Радянський Союз»     | 65 150 тонн     | 15 липня 1938  | —               | —                      | 29 травня 1948 року розібраний на брухт       | |
| 33                           |            | «Радянська Україна»  | «Радянський Союз»     | 65 150 тонн     | 31 жовтня 1938 | —               | —                      | 27 березня 1947 року розібраний на брухт      | |
| 34                           |            | «Радянська Білорусь» | «Радянський Союз»     | 65 150 тонн     | 21 грудня 1939 | —               | —                      | 19 жовтня 1940 року розібраний на брухт       | |
| 35                           |            | «Радянська Росія»    | «Радянський Союз»     | 65 150 тонн     | 22 липня 1940  | —               | —                      | 27 березня 1947 року розібраний на брухт      | |
| Лінійні кораблі по репарації |            |                      |                       |                 |                |                 |                        |                                               | |
| 36                           |            | «Архангельск»        | «Рівендж»             | 33 000 тонн     | 15 січня 1914  | 29 квітня 1915  | 18 квітня 1916         | 1949 року розібраний на брухт                 | Британський лінкор «Роял Соверін» 30 травня 1944 року прийнятий до складу ВМФ СРСР; 1949 року повернутий Королівському ВМФ Великої Британії |
| 37                           |            | «Новоросійськ»       | типу «Конте ді Кавур» | 29 567 тонн     | 24 червня 1910 | 15 жовтня 1911  | 14 травня 1914         | 29 жовтня 1955 року затонув унаслідок підриву | Італійський лінкор «Джуліо Чезаре» 6 лютого 1946 року прийнятий до складу ВМФ СРСР                                                          |